# Процедурне текстурування

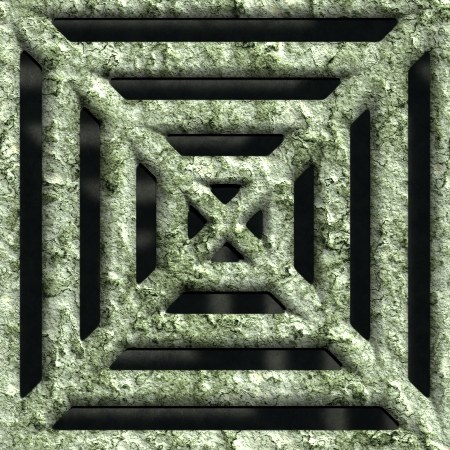
Процедурна текстура решітки підлоги, створена редактором текстур Genetica.

Процедурне текстурування — метод створення текстур у комп'ютерній графіці, при якому зображення створюється за допомогою програмного алгоритму (процедурного алгоритму), а не задається наперед.
Найкраще процес процедурного текстурування представити у вигляді блоків (операторів). Існує три типи блоків:
- генератори;
- фільтри;
- допоміжні.

Кожен генератор і фільтр реалізує встановлений процедурний алгоритм з певною сукупністю змінних параметрів.
Для створення «природних» текстур, таких як дерево, граніт, метал, каміння, лава як фільтри використовуються фрактальний шум (англ. fractal noise) і ніздрюваті текстури (англ. cellular textures).
Властивості процедурних текстур:
- оборотність. У процедурній текстурі зберігається вся історія її створення;
- малий розмір (якщо як вихідні дані для процедурних алгоритмів виступають тільки числові значення);
- необмежена кількість варіацій при використанні стохастичних (що використовують генератор псевдовипадкових чисел) алгоритмів;
- масштабованість до будь-якого розміру (залежить від процедурного двигуна/бібліотеки);
- одночасно з підсумкової текстурою дуже легко виходять alpha-, bump-, reflect-карти.

Приклади програм, що дозволяють використовувати процедурні текстури не тільки для побудови зображення, а й для побудови геометрії: Autodesk 3ds Max, Autodesk Maya, Modo, Genetica та ін.
Для прикладу з використанням процедурних текстур були створені ігри:
- .kkrieger;
- Spore;
- та ін.